# マインツ大司教

マインツ選帝侯領
Kurfürstentum Mainz

マインツ大司教（ドイツ語: Erzbischof von Mainz）、またはマインツ選帝侯（ドイツ語: Kurfürst von Mainz または Mainzer Kurfürst）は、780/82年から1802年まで神聖ローマ帝国にあった、大きな力を持った司教領主（ドイツ語: Fürstbischof）である。
カトリック教会のヒエラルキーではマインツ大司教はドイツにおける最高位の聖職者（primas Germaniae）であり、アルプス以北でのローマ教皇の代理人であった。マインツ大司教座は司教座の中でも、ローマ大司教座を除いて唯一、「聖」を付して「マインツ聖座」（Sancta Sedes Moguntina）と呼ばれていたが、現在ではこのような呼び方はあまり一般的ではなくなってきている。
マインツ大司教区は神聖ローマ帝国に相当の領地を持っていた。その範囲はマインツ近郊のライン川両岸地帯、フランクフルトの上流までのマイン川一帯（アシャッフェンブルク含む）、ニーダーザクセン州とテューリンゲン州にまたがるアイヒスフェルトEichsfeld）地方、テューリンゲン州エアフルト周辺に及んでいた。マインツ大司教はまた選帝侯の1人であり、ドイツ大書記官長であり、実質的には1251年から、そして1263年から1803年の間は一貫して、皇帝選挙の投票場管理官でもあった。

## 歴史

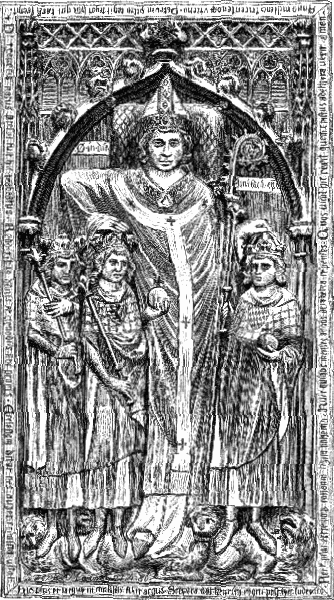
マインツ大聖堂内にある大司教ペーター・フォン・アスペルト（在任：1306年 - 1320年）の墓碑。儀礼用の衣装であり、カズラの上にパリウムをつけている。足下の人物は彼が戴冠した3人の王（ボヘミア王ヨハン、ハインリヒ7世、ルートヴィヒ4世）である。

マインツは「モグンツィアクム」 と呼ばれたローマ属州の都市であり、ローマ帝国時代に司教座が置かれた。4世紀以前の初期の司教については伝説の域を出ないものであるが、最初の司教はクレスケンスと言われている。史実として確認できる最初のマインツ司教は、343年のマルティヌスである。
747年に聖ボニファティウスが着任してから重要性が高まる。ボニファティウスはマインツに来る前に大司教を務めていたが、マインツが大司教座に昇格するのは、次の司教ルルスの時代、780年から782年ごろであった。
1802年、マインツは大司教座の地位を失い、翌年の帝国代表者会議主要決議によって、選帝侯の地位はカール・テオドール・フォン・ダールベルクとともにレーゲンスブルク大司教へと移った。ライン川左岸はフランス第一共和政の領地となり、フランクルト下流のマイン川右岸はヘッセン＝ダルムシュタット方伯とナッサウ公国に、アイヒスフェルトとエアフルトはプロイセン王国に渡った。アシャッフェンブルク一帯はダールベルクの所領に留まり、アシャッフェンブルク公国を形成した。1810年のフランクフルト大公国成立により、アシャッフェンブルクはフランクフルト、ヴェッツラー、ハーナウ、フルダと共にフランクフルト大公国に編入された。1813年、ダールベルクは大司教を除く全ての職を辞し、1815年、ウィーン会議によりダールベルクの領地はバイエルン王国とヘッセン選帝侯国、ヘッセン大公国およびフランクフルト自由都市の間で分割された。
現在のマインツ司教座（ドイツ語: Bistum Mainz）は1802年にフランス帝国領に置かれ、1814年には支配域をヘッセン＝ダルムシュタットまで拡大した。以来、2人の枢機卿を擁し、さまざまなコンコルダートによって後任司教を選ぶ参事会の中世以来の伝統を維持している。

## 一覧

### マインツ大司教（745年 – 1198年）
年は在位年を示す。
- 848年 – 856年：ラバヌス・マウルス・マグネンティウス
- 856年 – 863年：カール - アクィタニア王ピピン1世の子
- 891年 – 913年： - アレマニアの貴族の出、ライヒェナウ修道院長[2]
- 913年 – 927年： - 東フランク王ハインリヒ1世は即位時ヘリガーによる塗油を拒絶
- 937年 – 954年：フリードリヒ - シュヴァーベン大公リウドルフに与し、皇帝オットー1世に対する反乱に参加。
- 954年 – 968年：ヴィルヘルム - 皇帝オットー1世庶子
- 1051年 – 1059年：リウトポルト・フォン・バーベンベルク - オーストリア辺境伯レオポルト1世子
- 1111年 – 1137年：アダルベルト1世
- （対立司教）1160年 - 1161年：ルドルフ・フォン・ツェーリンゲン - ツェーリンゲン公コンラート1世子
- 1161年 – 1165年：コンラート・フォン・ヴィッテルスバッハ（英語版） - バイエルン公オットー1世弟
- 1165年 – 1183年：クリスティアン1世・フォン・ブフ（英語版）
- 1183年 – 1200年：コンラート・フォン・ヴィッテルスバッハ（英語版）

### マインツ選帝侯（1198年 – 1803年）
年は在位年を示す。
- 1183年 – 1200年：コンラート・フォン・ヴィッテルスバッハ（英語版）
- 1200年 – 1208年：レオポルト2世・フォン・シェーンフェルト（ドイツ語版）
  - （対立司教）1200年 – 1208年：ジークフリート2世・フォン・エップシュタイン（英語版）
- 1208年 – 1230年：ジークフリート2世・フォン・エップシュタイン（英語版）
- 1230年 – 1249年：ジークフリート3世・フォン・エップシュタイン（英語版） - ハインリヒ・ラスペおよびホラント伯ヴィルヘルムを対立王に推す - 聖エリーザベトの列聖のために力を尽くす - 在位中に大聖堂の献堂式が催される[3]
- 1249年 – 1251年：クリスティアン2世・フォン・ヴァイゼナウ（ドイツ語版）
- 1251年 – 1259年：ゲルハルト1世・フォン・ダウン（ドイツ語版）
- 1260年 – 1284年：ヴェルナー・フォン・エップシュタイン（ドイツ語版） - ルドルフ1世をローマ王に推薦
- 1286年 – 1288年：ハインリヒ・フォン・イスニー（ドイツ語版）
- 1288年 – 1305年：ゲルハルト2世・フォン・エップシュタイン（ドイツ語版）
- 1306年 – 1320年：ペーター・フォン・アスペルト（英語版） - ルートヴィヒ4世のローマ王選出を支持 - 詩人 フラウエンロープ晩年のパトロン
- 1321年 – 1328年：マティアス・フォン・ブーヒェッグ（ドイツ語版） - ローゼンタールを建設
- 1328年 – 1353年：ハインリヒ3世・フォン・フィルネブルク（ドイツ語版）
- 1346年 – 1371年：ゲルラッハ・フォン・ナッサウ（ドイツ語版） - ナッサウ伯ゲルラッハ1世（英語版）子
- 1371年 – 1373年：ジャン・ド・リュクサンブール
- 1373年 – 1381年：ルートヴィヒ・フォン・マイセン（英語版） - マイセン辺境伯フリードリヒ2世子
- 1381年 – 1390年：アドルフ1世・フォン・ナッサウ（英語版） - ナッサウ＝ヴィースバーデン＝イトシュタイン伯アドルフ1世（英語版）子
- 1390年 – 1396年：コンラート2世・フォン・ヴァインスベルク（ドイツ語版）
- 1396年 – 1397年：ゴットフリート・フォン・ライニンゲン（ドイツ語版）
- 1397年 – 1419年：ヨハン2世・フォン・ナッサウ（ドイツ語版） - ナッサウ＝ヴィースバーデン＝イトシュタイン伯アドルフ1世子
- 1419年 – 1434年：コンラート・フォン・ダウン（英語版）
- 1434年 – 1459年：ディートリヒ・シェンク・フォン・エルバッハ（英語版）
- 1459年 – 1461年：ディーター・フォン・イーゼンブルク（英語版）
- 1461年 – 1475年：アドルフ2世・フォン・ナッサウ（英語版） - ナッサウ＝ヴィースバーデン＝イトシュタイン伯アドルフ2世（英語版）子
- 1475年 – 1482年：ディーター・フォン・イーゼンブルク（英語版）
- （Administratorで正式には大司教ではなかった）1482年 – 1484年：アダルベルト・フォン・ザクセン（英語版） - ザクセン選帝侯エルンスト子
- 1484年 – 1504年：ベルトルト・フォン・ヘンネブルク（英語版） - 主要諸侯を中央の政治決定に継続的に参加させ。公共の秩序を確立することを目指す「帝国改造」をリード[4]
- 1504年 – 1508年：ヤーコプ・フォン・リーベンシュタイン（英語版）
- 1508年 – 1514年：ウリエル・フォン・ゲミンゲン（英語版） - アシャッフェンブルク城の工事のために、マティアス・グリューネヴァルトを宮廷画家として雇用
- 1514年 – 1545年：アルブレヒト・フォン・ブランデンブルク（英語版） - ブランデンブルク選帝侯ヨハン・ツィーツェロ子 - 一時期マティアス・グリューネヴァルトが彼に仕えた。
- 1545年 – 1555年：ゼバスティアン・フォン・ホイゼンシュタム（英語版）
- 1555年 – 1582年：ダニエル・ブレンデル・フォン・ホンブルク（英語版）
- 1582年 – 1601年：ヴォルフガング・フォン・ダルベルク（英語版） - ヘッセン＝カッセル方伯ヴィルヘルム4世とメルラウ条約（ドイツ語版）を結び、選帝侯領とヘッセン＝カッセルの国境問題を解決した。
- 1601年 – 1604年：ヨハン・アダム・フォン・ビッケン（英語版）
- 1604年 – 1626年：ヨハン・シュヴァイクハルト・フォン・クロンベルク（英語版）
- 1626年 – 1629年：ゲオルク・フリードリヒ・フォン・グライフェンクラウ（英語版）
- 1629年 – 1647年：アンゼルム・カジミール・ヴァンボルト・ウンシュタット（英語版）
- 1647年 – 1673年：ヨハン・フィリップ・フォン・シェーンボルン（英語版）
- 1673年 – 1675年：ロタール・フリードリヒ・フォン・メッテルニヒ＝ブルシャイト（英語版）
- 1675年 – 1678年：ダミアン・ハルタルト・フォン・デア・ライエン（英語版）
- 1679年：カール・ハインリヒ・フォン・メッテルニヒ＝ヴィンネブルク（英語版）
- 1679年 – 1695年：アンゼルム・フランツ・フォン・インゲルハイム（英語版）
- 1695年 – 1729年：ロタール・フランツ・フォン・シェーンボルン（英語版）
- 1729年 – 1732年：フランツ・ルートヴィヒ・フォン・デア・プファルツ
- 1732年 – 1743年：フィリップ・カール・フォン・エルツ＝ケンペニヒ（英語版）
- 1743年 – 1763年：ヨハン・フリードリヒ・カール・フォン・オスタイン（英語版）
- 1763年 – 1774年：エメリッヒ・ヨーゼフ・フォン・ブライトバッハ・ツー・ビュレスハイム（英語版）
- 1774年 – 1802年：フリードリヒ・カール・ヨーゼフ・フォン・エルタール（英語版） ‐ ヴォルフガング・アマデウス・モーツァルトは1790年10月に選帝侯の邸宅で演奏をしている[5]。
- 1802年 – 1803年：カール・テオドール・フォン・ダールベルク